# Nicolò Pacassi
Nicolò Pacassi, německy celým jménem Nikolaus Franz Leonhard von Pacassi (5. března 1716 ve Vídeňském Novém Městě – 11. listopadu 1790 ve Vídni) byl rakouský architekt pozdního baroka a raného klasicismu. 

## Život
Nicolò Pacassi pocházel z italské rodiny původem z Gorizie, kde byl jeho otec Paul Stefan kameníkem, po matce Barbaře Hallerové byl Rakušan. V roce 1743 byl jmenován dvorním architektem a v roce 1753 vedoucím dvorského stavebního úřadu císařovny Marie Terezie, v této funkci vystřídal Jeana Nicolase Jadota de Ville-Issey. Přestavěl či upravil pět zámeckých sídel císařské rodiny. 
Pacassi působil opakovaně také v Praze. Na Pražském hradě adaptoval interiéry a sjednotil fasády, jimž vtiskl jednotný, místy až přísně klasicistní styl.  
Vyučoval architekturu  od roku 1756 na Akademii sv. Lukáše v Římě a později jako člen Akademie výtvarných umění ve Vídni. Tam k jeho žákům patřil pražský architekt Ignác Palliardi. Roku 1764 byl za své zásluhy povýšen do stavu rytířů. 

### Rodina
Nicolò Pacassi byl dvakrát ženat. Ze druhého manželství s Alžbětou, rozenou Eberlovou, měl syna Johanna von Pacassi (1758-1818). Ten vystudoval filozofii, matematiku a architekturu, byl dvorním stavebním radou císařů Josefa II. a Františka I., sekretářem apelačního soudu ve Vídni a vedl dvorní úřad pro vodní stavby. Projektoval ve Vídni Františkův most přes Dunaj (1808) a napsal několik teoretických pojednání o konstrukčních principech architektury (například o elipse). Byl mj. členem České učené společnosti císaře Františka. Roku 1796 byl povýšen do stavu svobodných pánů.

## Dílo
- 1743–1749 generální přestavba zámku Schönbrunnu a stavba zámeckého divadla, v Hietzingu (nyní Vídeň)
- 1743–1749 adaptace zámku Hofburg a jeho rozšíření o taneční sál (Redoutensaal)
- 1743–1749 rozšíření zámku Hetzendorf a stavba zámecké kaple Nejsv. Trojice,  v Meidlingu (nyní Vídeň)
- 1749–1758 přestavba zámku v Budíně (Budapešti)
- 1759 novostavba kostela sv. Terezie, Nadelburg Lichtenwörth, dolní  Rakousko
- 1753–1775 přestavba Pražského hradu
- 1755-1763 novostavba tzv. Gardekirche - vojenský špitální kostel Vzkříšení (pro polskou gardu), v ulici Rennweg ve Vídni
- kolem 1765 - rozšíření zámku Niederweiden v Engelhartstettenu v dolním Rakousku
- 1767 přestavba rakouské dvorské kanceláře ve Vídni (nyní sídlo rakouského kancléře)
- 1770 úprava věže katedrály svatého Víta
- 1769-1776 palác arcivévodkyně Marianny, nyní biskupská rezidence v Klagenfurtu
- Palác Attems-Petzenstein v Gorizii
- Villa Montevecchio ve Vogrsku (Občina Renče-Vogrsko, Slovinsko)

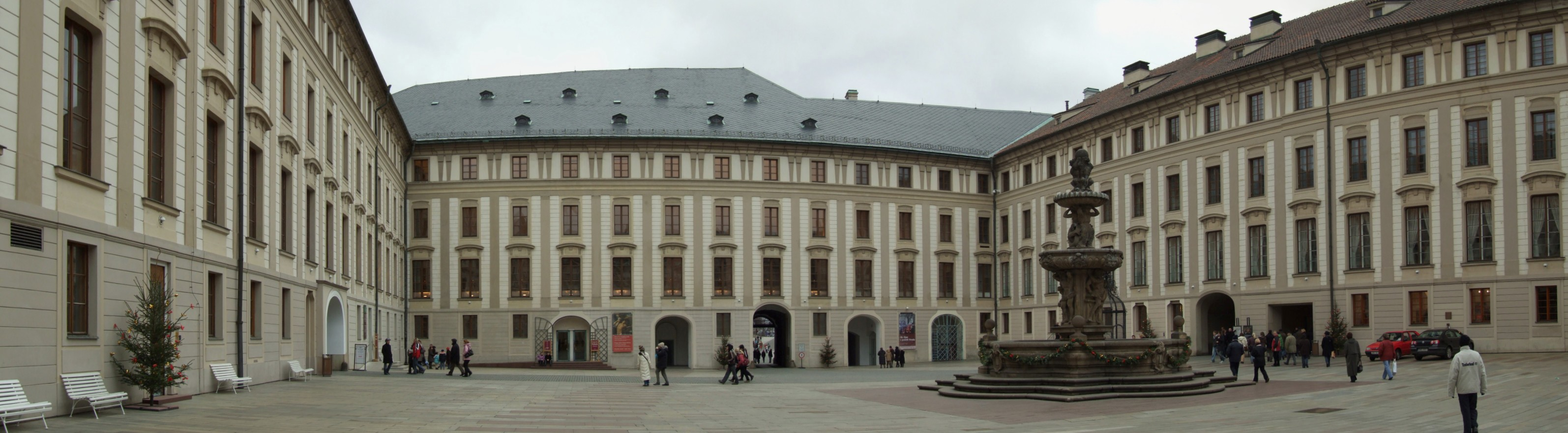
Druhé nádvoří Pražského hradu, jen nepravidelné střechy a vchody prozrazují za klasicistními Pacassiho fasádami budovy z různých slohových a historických období

## Galerie

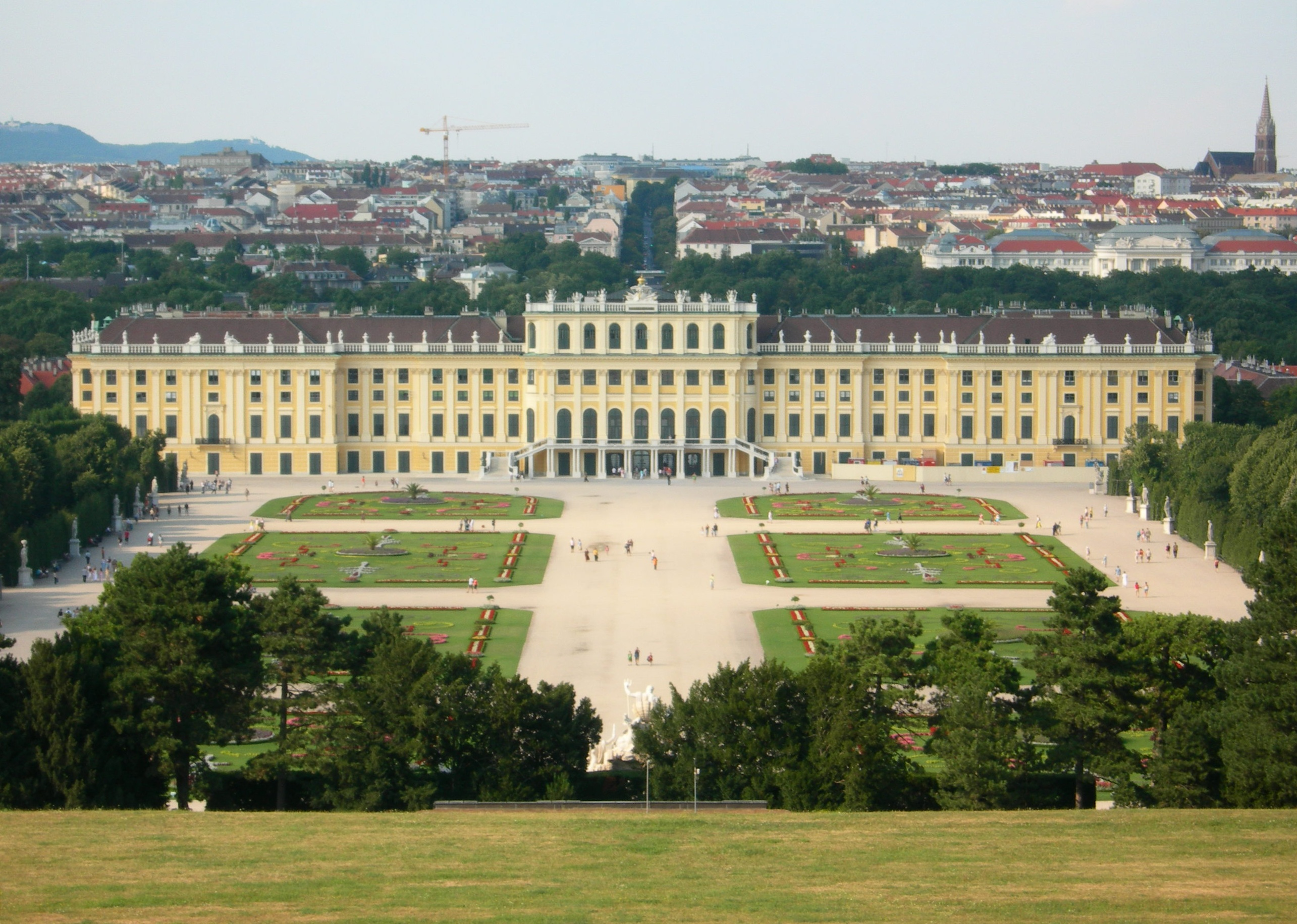
Fasády Schönbrunnu
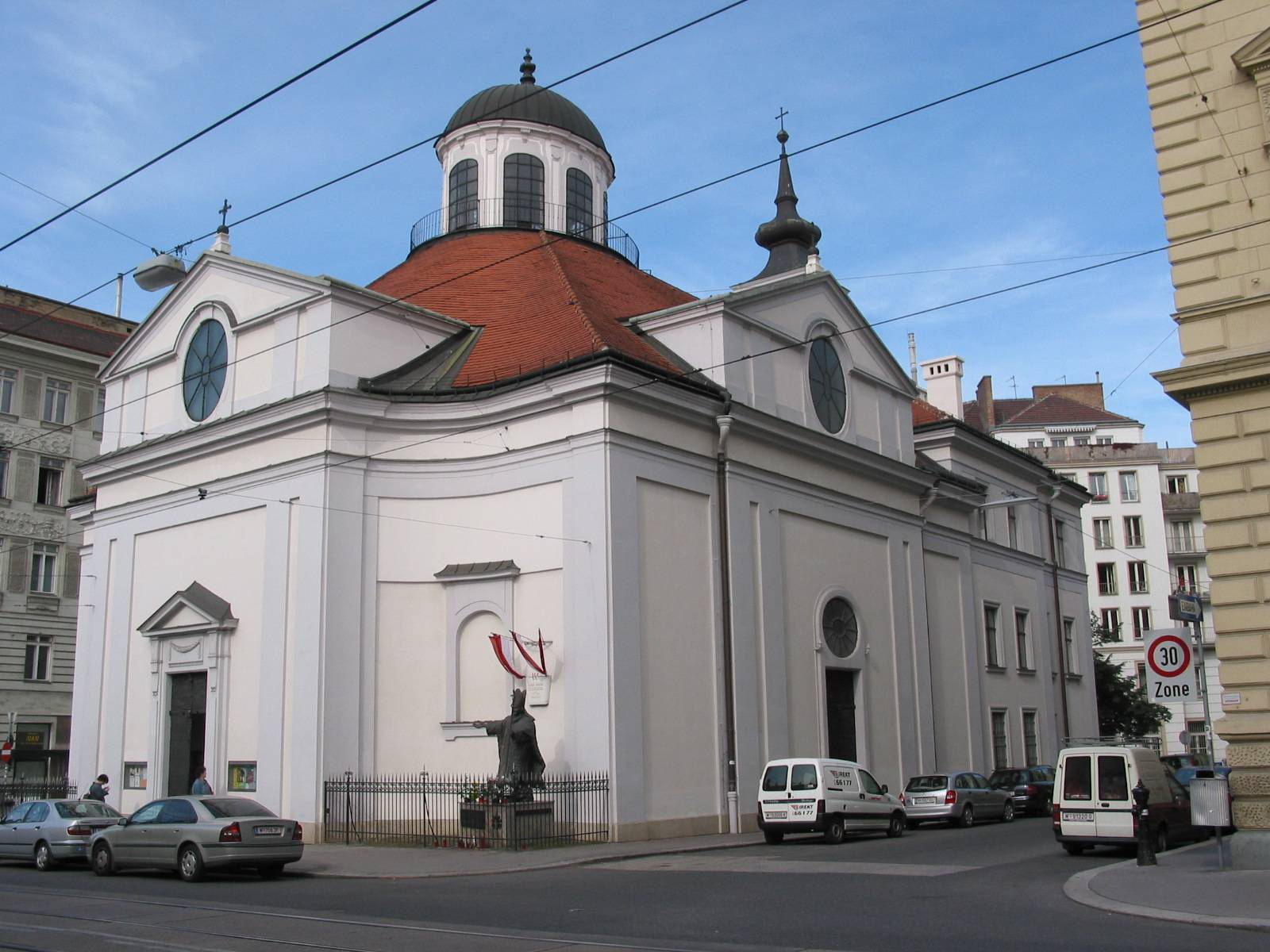
Kostel Vzkříšení ve Vídni
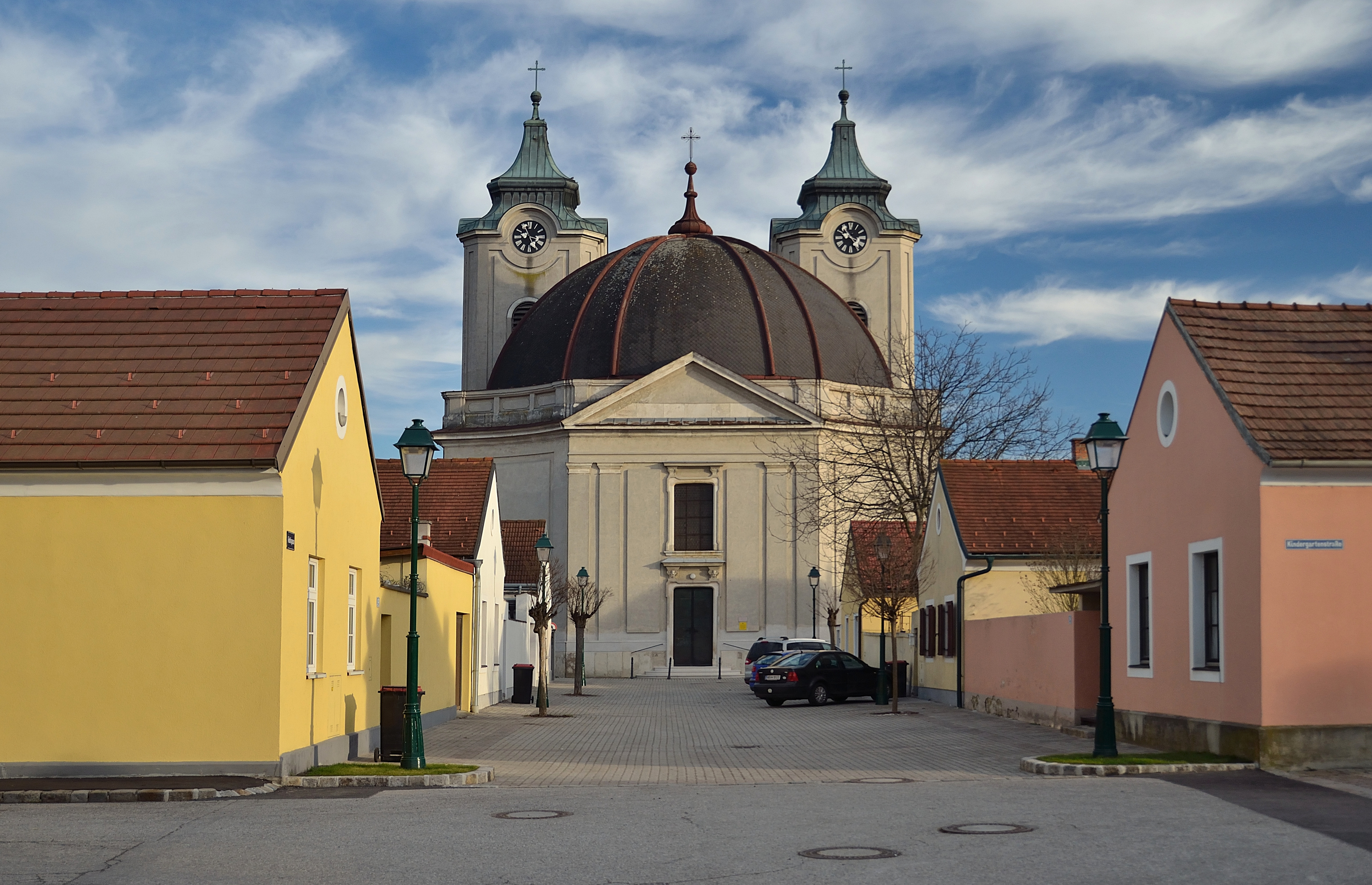
Kostel sv. Terezie v Lichtenwörthu
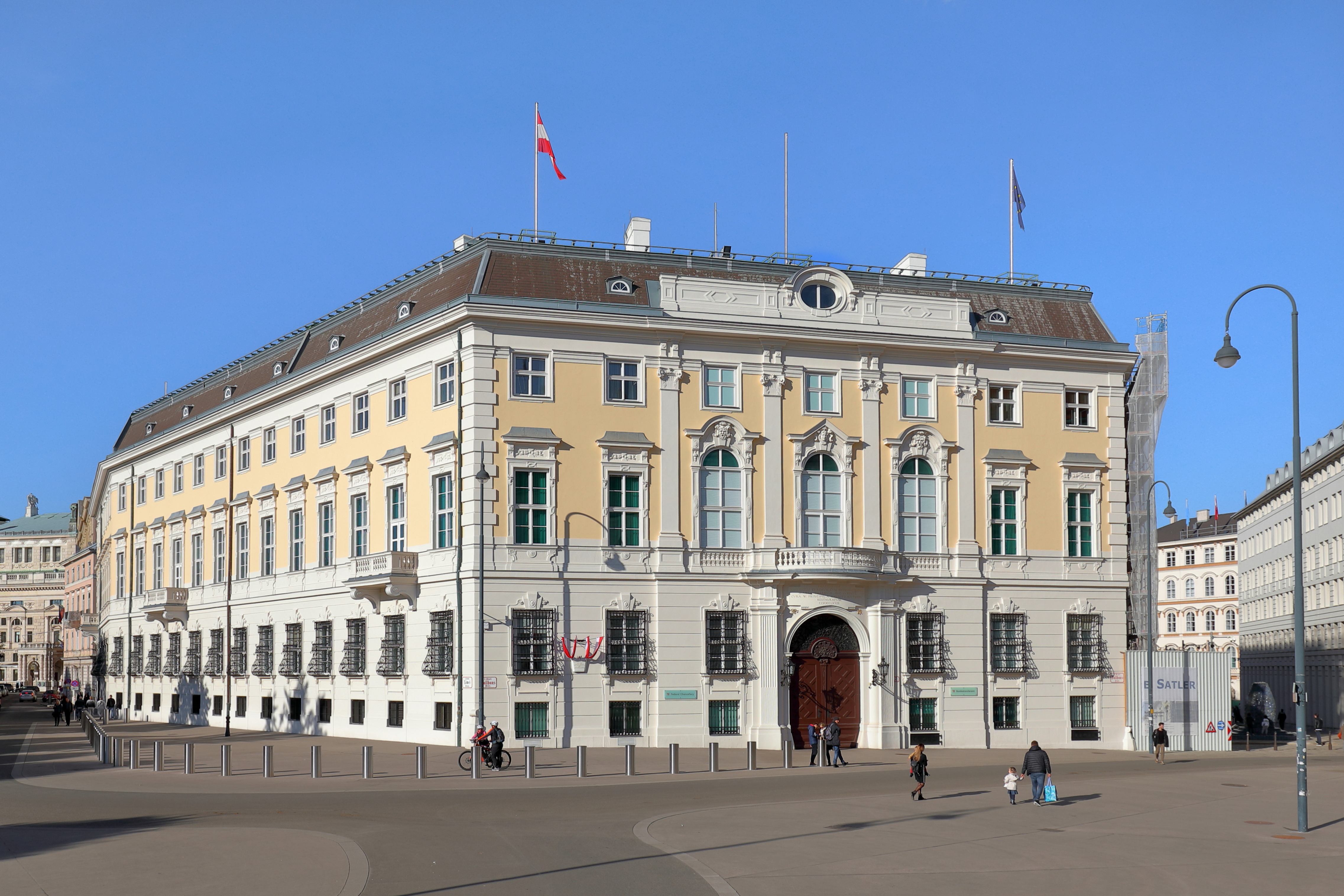
Dvorská kancelář ve Vídni
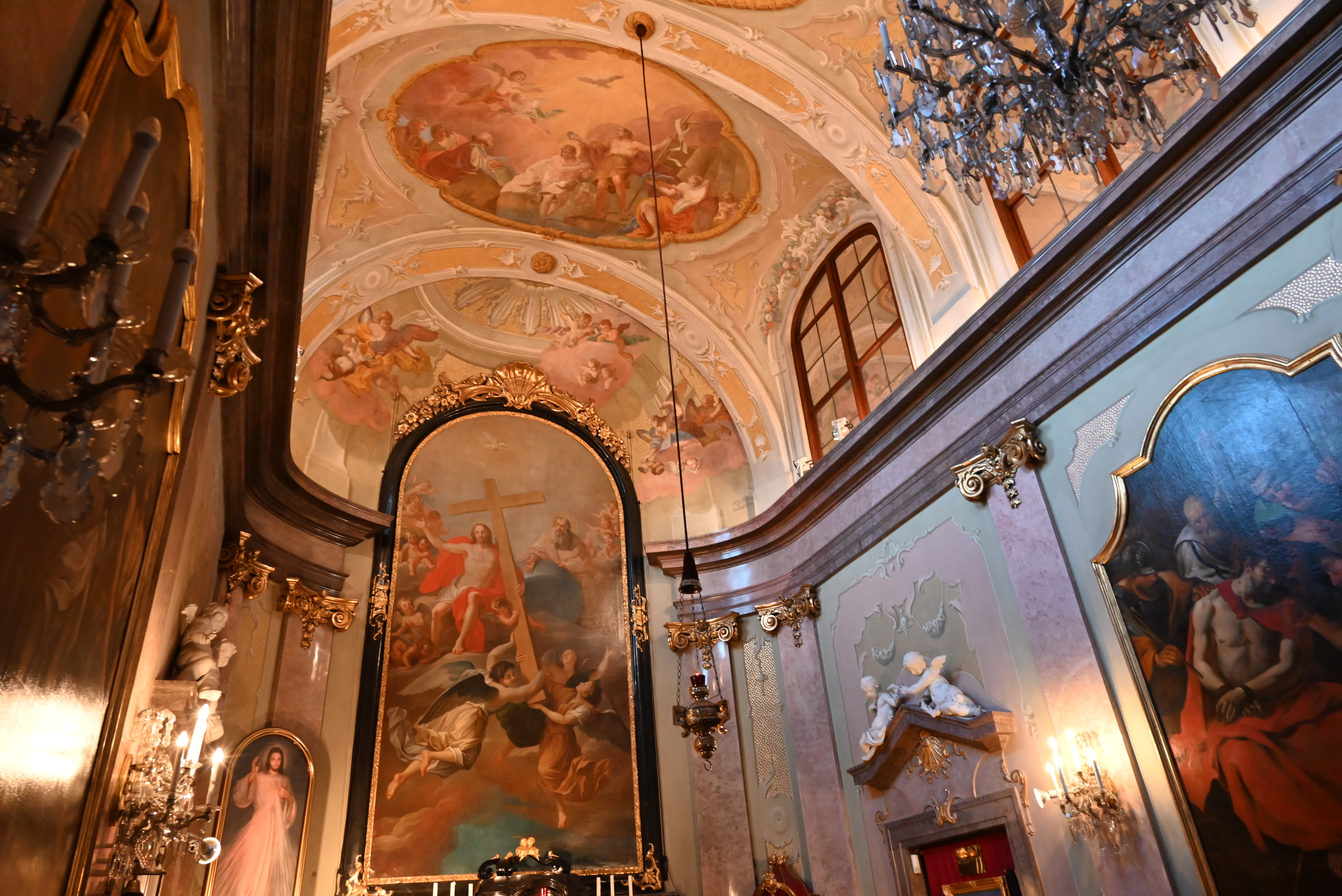
Zámecká kaple Hetzendorfu
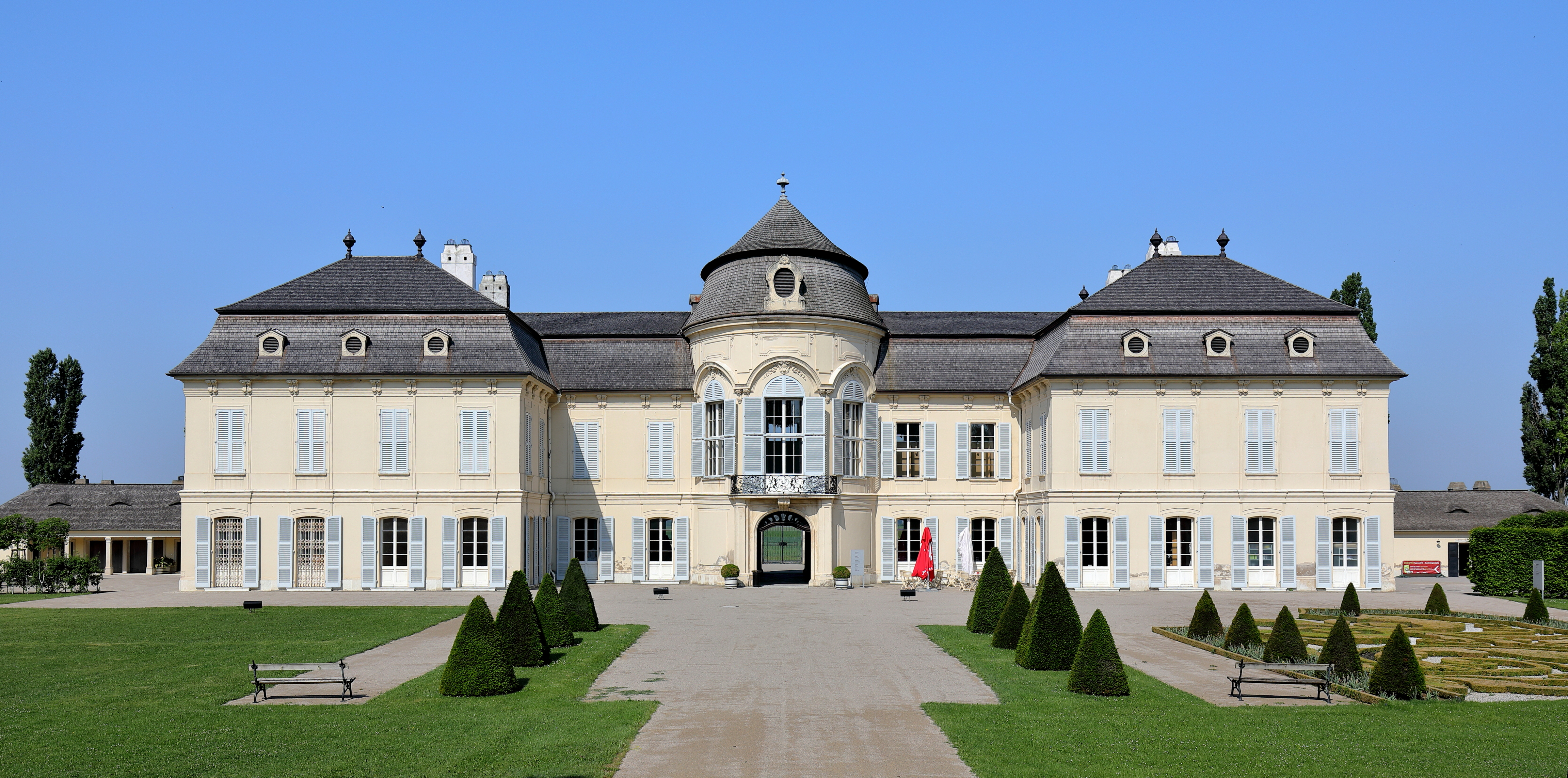
zámek Niederweiden
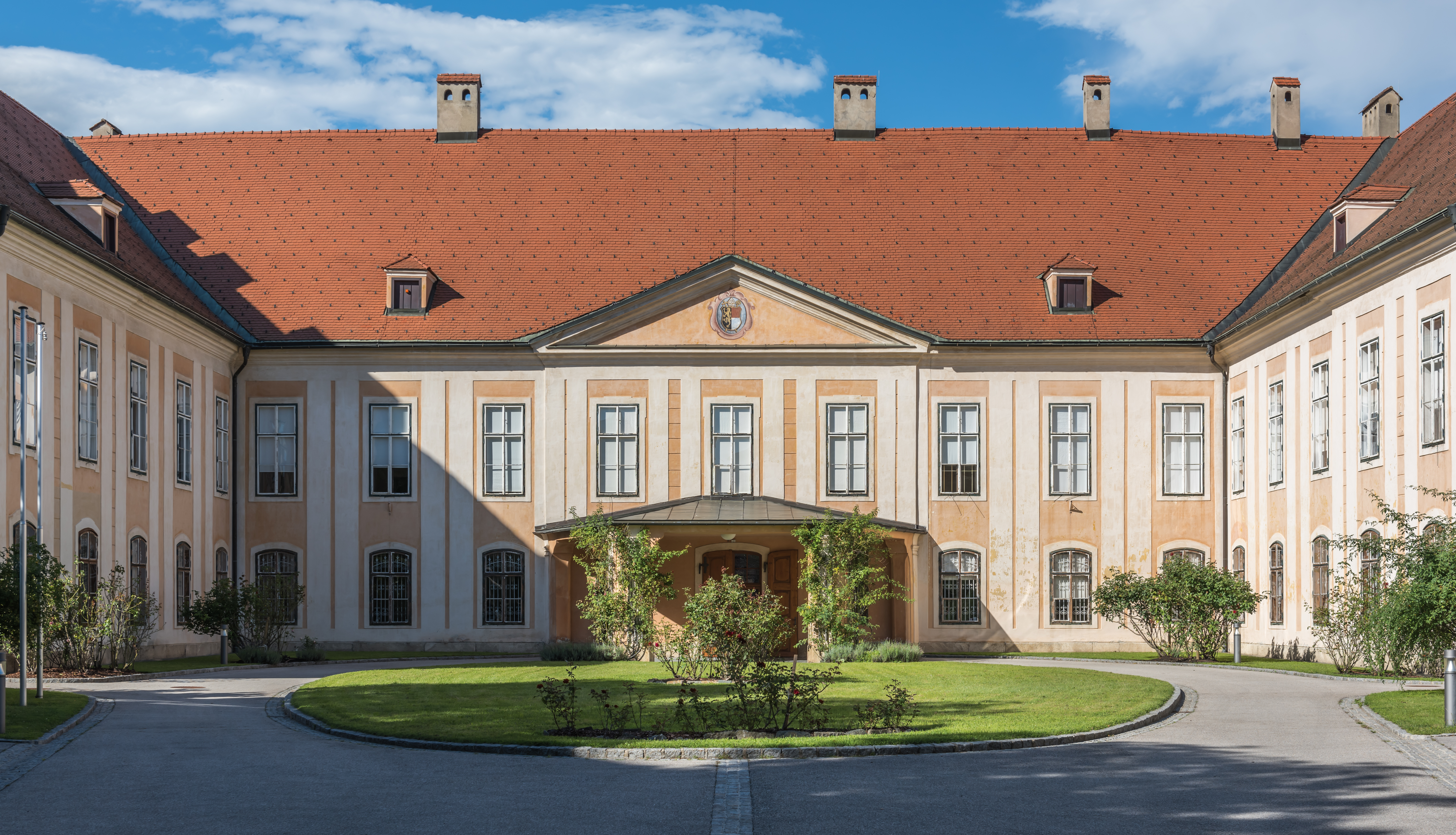
Biskupská rezidence, Klagenfurt